# Babrak Karmal
Babrak Karmal (Paschto und persisch ببرک کارمل, eigentlich Sultan Haschem, * 6. Januar 1929 in Kamari, einem Dorf östlich von Kabul; † 1. Dezember 1996 in Moskau) war ein afghanischer Politiker, der nach der sowjetischen Besetzung Afghanistans von der sowjetischen Besatzungsmacht als Staatsoberhaupt eingesetzt wurde und zwischen 1979 und 1986 dritter Präsident der Demokratischen Republik Afghanistan war.

## Leben
Nach dem Abschluss des deutschen Nejat-Gymnasiums in Kabul begann Karmal 1947 an der Universität Kabul Rechtswissenschaft zu studieren. Dort kam er erstmals mit politischen Aktivitäten von Kommunisten in Berührung. Karmal stieg schnell zum Führer der demokratischen Studentenbewegung „Erwachte Jugend“ auf.
Wegen regimefeindlicher Umtriebe wurde Karmal Mitte der 1950er verhaftet, kam aber 1956 frei und erhielt eine Anstellung im afghanischen Ministerium für Planung. 1957 formte Karmal unter dem Decknamen „Marid“ eine kommunistische Plattform. Aus ihr gründete er zusammen mit dem Schriftsteller Nur Muhammad Taraki und weiteren 29 Genossen am 1. Januar 1965 die Demokratische Volkspartei Afghanistans (DVPA). 1965 und 1969 wurde Karmal für jeweils vier Jahre ins Parlament gewählt.
1967 brach die DVPA in zwei Fraktionen, die Chalq-Fraktion und die Parcham-Fraktion, auseinander. Karmal wurde Vorsitzender der gemäßigten Parcham-Fraktion. Gegen den Widerstand Karmals wurde die Partei 1977 wieder vereinigt. Nach einem Staatsstreich am 27. April 1978 stieg die DVPA unter der Führung von Taraki zur Regierungspartei auf. Karmal wurde zum stellvertretenden Premierminister ernannt. Als die Chalq-Fraktion innerparteiliche Machtkämpfe für sich entscheiden konnte, wurden alle Parcham-Mitglieder im Juli 1978 aus der Regierung des Landes entlassen, Karmal wurde als Botschafter nach Prag entsandt. Im August 1978 wurde er zusammen mit fünf weiteren Parcham-Mitgliedern wegen Hochverrats aus der DVPA ausgeschlossen und nach Afghanistan zurückbeordert. Dieser Anweisung widersetzte er sich. Im September 1978 wurde Karmal aus Sicherheitsgründen von der tschechoslowakischen Staatssicherheit StB in der Ortschaft Šindelová untergebracht.
Die DVPA versuchte Afghanistan nach sozialistischen Ideen zu modernisieren, vermochte es aber nicht, das Land zu stabilisieren. Während der Intervention der Sowjetunion in Afghanistan holte die Sowjetunion Karmal zurück und setzte ihn am 27. Dezember 1979 nach der Ermordung von Hafizullah Amin als neuen Präsidenten ein. Karmals Regierungszeit war gekennzeichnet durch Kämpfe mit den aufständischen Mudschaheddin.
Nach dem Amtsantritt von Michail Gorbatschow als Generalsekretär des ZK der KPdSU änderte die Sowjetunion ihre Afghanistan-Politik. Wegen der hohen Verluste, die die Besetzung forderte, begann die Sowjetunion mit der Vorbereitung des Abzuges ihrer Truppen. Für die angestrebte Verständigung mit den Führern der Mudschaheddin galt der politisch belastete Karmal als Hindernis.
Am 4. Mai 1986 wurde Karmal als Generalsekretär der DVPA durch Mohammed Nadschibullāh ersetzt. Sechs Monate später, am 21. November 1986, wurde Hadschi Mohammed Tschamkani neuer Staatspräsident.
Karmal ging nach Moskau. Mitte 1991 kehrte er wieder nach Afghanistan zurück. Seine Beteiligung am Sturz Nadschibullahs am 15. April 1992 ist nicht geklärt. Unter dem Schutz von General Dostum hielt sich Karmal noch eine Weile in der nordafghanischen Stadt Masar-e Scharif auf, ging aber dann nach Duschanbe. Karmal war Alkoholiker und starb am 1. Dezember 1996 in Moskau an Leberkrebs. Sein Leichnam wurde in Hairatan beigesetzt.